# Escala de furacões de Saffir-Simpson
A escala Saffir-Simpson (SSHWS, do inglês Saffir–Simpson hurricane wind scale; anteriormente, Saffir–Simpson hurricane scale, SSHS), criada em 1969 por Herbert Saffir e Robert Simpson, classifica os ciclones tropicais em cinco categorias, segundo a intensidade dos ventos.
Para ser classificado como furacão, um ciclone tropical deve manter, na média, durante um minuto (one minute average: OMA), ventos máximos sustentados de, pelo menos  (categoria 1), 74 milhas por hora (64 nós ou 119 km/h), a 10 m acima da superfície). A categoria 5, a mais alta da escala Saffir-Simpson, refere-se a tempestades com ventos sustentados acima de 251 km/h (70 m/s, 136 kn ou 156 mph).
A classificação é um indicador dos possíveis danos e inundações decorrentes da chegada de um furacão ao solo.
A escala Saffir-Simpson é baseada na velocidade média (aferida no intervalo de um minuto) do vento mais forte. Oficialmente, a SSHWS aplica-se apenas a furacões que se formam no Oceano Atlântico (ciclones tropicais atlânticos) ou no nordeste e no centro-norte do Pacífico ciclones tropicais do Pacífico, a leste da Linha Internacional de Data. Em outras áreas, usam-se escalas diferentes para classificar esses eventos denominados ciclones ou tufões, a depender da região. Nessas outras áreas (exceto a JTWC), a classificação do evento é feita com base na velocidade média dos ventos máximos sustentados durante um período três ou dez minutos - o que é uma diferença importante e dificulta a comparação direta com as tempestades medidas pela escala Saffir-Simpson.
Há algumas críticas à SSHWS por não contabilizar chuvas e marés de tempestades, entre outros elementos importantes. Todavia, defensores da escala alegam que, por ser mais simples, ela oferece uma leitura direta e fácil de entender.

## História
A escala foi desenvolvida em 1971 pelo engenheiro civil Herbert Saffir e pelo meteorologista Robert Simpson, que, na época, era diretor do Centro Nacional de Furacões dos EUA (NHC). A escala foi introduzida ao público em geral em 1973, e teve amplo uso depois que Neil Frank substituiu Simpson no comando do NHC em 1974.
A escala inicial foi desenvolvida por Herbert Saffir, um engenheiro estrutural, que em 1969 foi contratado pelas Nações Unidas para estudar moradias de baixo custo em áreas propensas a furacões. Enquanto conduzia o estudo, Saffir percebeu que não havia uma escala simples para descrever os efeitos prováveis de um furacão. Imitando a utilidade da escala de magnitude Richter para descrever sismos, ele desenvolveu uma escala de 1 a 5 com base na velocidade do vento que mostrava danos esperados às estruturas. Saffir deu a escala ao NHC, e Simpson acrescentou os efeitos de tempestades e inundações.
Em 2009, o NHC tomou medidas para eliminar faixas de pressão e de tempestades das categorias, transformando-as em uma escala de vento puro, chamada Saffir – Simpson Hurricane Wind Scale (Experimental) [SSHWS]. A nova escala ficou operacional em 5 de maio de 2010. A escala exclui faixas de inundação, estimativas de tempestades, chuvas e localização, o que significa um furacão de Categoria 2 que atinge uma grande cidade provavelmente causará muito mais danos cumulativos do que um furacão de Categoria 5 que atinge uma área rural. A agência citou vários furacões como razões para remover as informações "cientificamente imprecisas", incluindo o furacão Katrina (2005) e o furacão Ike (2008), que tinham sido mais fortes do que o estimado, e o furacão Charley (2004), que foi uma tempestade mais fraca do que o estimado. Desde que foram removidos da escala de vento de furacões Saffir-Simpson, a previsão e modelagem de ondas de marés de tempestades agora são realizadas com o uso de modelos numéricos de computador, como ADCIRC e SLOSH.
Em 2012, o NHC expandiu a faixa de velocidade do vento para a Categoria 4 por 1 mph em ambas as direções, para 130-156 mph, com alterações correspondentes nas outras unidades (113–136 kn, 209–251 km/h), em vez de 131-155 mph (114–135 kn, 210-249 km/h). O NHC e o Central Pacific Hurricane Center atribuem intensidades de ciclones tropicais em 5 incrementos de nó e, em seguida, convertidos para mph e km/h com um arredondamento semelhante para outros relatórios. Então, uma intensidade de 115 kn é classificado como Categoria 4, mas a conversão em milhas por hora (132,3 mph) arredondaria para 130 mph, fazendo parecer uma tempestade de categoria 3. Da mesma forma, uma intensidade de 135 kn (~ 155 mph e, portanto, Categoria 4) é 250,02 km/h, que, de acordo com a definição usada antes da mudança, seria Categoria 5) Para resolver esses problemas, o NHC foi obrigado a relatar incorretamente tempestades com velocidades de vento de 115 kn como 135 mph e 135 kn como 245 km/h. A mudança de definição permite tempestades de 115 kn ser arredondado corretamente para 130 mph, e tempestades de 135 kn para ser relatado corretamente como 250 km/h e ainda se qualificar como Categoria 4). Como o NHC havia arredondado incorretamente anteriormente para manter tempestades na categoria 4 em cada unidade de medida, a mudança não afeta a classificação de tempestades de anos anteriores. A nova escala entrou em operação em 15 de maio de 2012.

## Categorias
A escala separa os furacões em cinco categorias diferentes, com base na intensidade (velocidade) dos ventos. O US National Hurricane Center classifica os furacões da categoria 3 e acima como grandes furacões, e o Joint Typhoon Warning Center classifica tufões de 150 mph ou mais (categoria forte 4 e categoria 5) como super tufões (embora todos os ciclones tropicais possam ser muito perigosos). A maioria das agências meteorológicas usa a definição de ventos sustentados recomendada pela Organização Meteorológica Mundial (OMM), que especifica a medição de ventos a uma altura de 33 pés (10,1 m) por 10 minutos, calculando-se em seguida a velocidade média. Por outro lado, o Serviço Nacional de Meteorologia dos EUA, o Centro de Furacões do Pacífico Central e o Centro de Alerta de Tufões Conjunto definem ventos sustentados como ventos cuja velocidade média se sustenta durante um minuto e medidos na mesma altura de 33 pés (10,1 m), e essa é a definição adotada pela escala Saffir-Simpson.
A escala é aproximadamente logarítmica, na velocidade do vento.
As cinco categorias são descritas nas subseções a seguir, em ordem crescente de intensidade. A intensidade do exemplo dos furacões é tanto do momento da chegada a terra (desembarque) como da intensidade máxima.

### Categoria 1
| Categoria 1                               | Categoria 1                                              |
| Ventos sustentados                        | Mais recentes                                            |
| ----------------------------------------- | -------------------------------------------------------- |
| 33–42 m/s 64–82 kn 119–153 km/h 74–95 mph | Lorena em 2019 perto de landfall na Baja California Sur. |

Ventos extremamente perigosos causarão danos extensos
Categoria 1 as tempestades geralmente não causam danos estruturais significativos à maioria das estruturas permanentes bem construídas; no entanto, eles podem derrubar casas móveis não ancoradas, arrancar árvores fracas. Telhas ou telhas mal montadas podem destelhar. As inundações costeiras e os danos no cais são frequentemente associados às tempestades de Categoria 1. As quedas de energia são geralmente generalizadas a extensas, às vezes durando vários dias. Mesmo sendo o tipo menos intenso de furacão, eles ainda podem produzir danos generalizados e podem ser tempestades com risco de vida.
Furacões que atingiram o pico na intensidade categoria 1 e que chegaram a essa intensidade incluem: Beth (1971), Agnes (1972), Juan (1985), Ismael (1995), Danny (1997), Claudette (2003), Gaston (2004), Stan (2005), Humberto (2007), Isaac (2012), Manuel (2013), Earl (2016),  Hermine (2016), Newton (2016), Franklin (2017), Nate (2017), Barry (2019), e Lorena (2019).

### Categoria 2
| Categoria 2                                | Categoria 2                                         |
| Ventos sustentados                         | Mais recente                                        |
| ------------------------------------------ | --------------------------------------------------- |
| 43–49 m/s 83–95 kn 154–177 km/h 96–110 mph | Arthur em 2014 se aproximando da Carolina do Norte. |

Tempestades de intensidade Categoria 2 costuma danificar o material do telhado (às vezes expondo o telhado) e infligir danos a portas e janelas mal construídas. Sinais e pilares mal construídos podem receber danos consideráveis e muitas árvores são arrancadas ou ramos partidos. Casas móveis, ancoradas ou não, são tipicamente danificadas e algumas vezes destruídas, e muitas casas fabricadas também sofrem danos estruturais. Embarcações pequenas em ancoradouros desprotegidos podem quebrar as amarras. Extensas quedas de energia quase totais e perda dispersa de água potável são prováveis, possivelmente durando muitos dias.
Furacões que atingiram o pico na categoria 2 intensidade e chegou a essa intensidade incluem: Able (1952), Alice (1954), Ella (1958), Fifi (1974), Diana (1990), Calvin (1993), Gert (1993), Rosa (1994), Erin (1995), Alma (1996), Juan (2003), Catarina (2004), Alex (2010), Richard (2010), Tomas (2010), Carlotta (2012), Ernesto (2012), e Arthur (2014).

### Categoria 3
| Categoria 3                                  | Categoria 3                                         |
| Ventos sustentados                           | Mais recentes                                       |
| -------------------------------------------- | --------------------------------------------------- |
| 50-58 m/s 96-112 kn 178-208 km/h 111-129 mph | Otto, em 2016, na sua chegada a terra na Nicarágua. |

Danos devastadores irão ocorrer
Ciclones tropicais da categoria 3 e superiores são descritos como grandes furacões nas bacias do Atlântico ou do Pacífico Oriental. Essas tempestades podem causar alguns danos estruturais a pequenas residências e edifícios de utilidades, principalmente os de estrutura de madeira ou materiais fabricados com pequenas falhas nas paredes cortinas. Prédios que não possuem uma base sólida, como casas móveis, geralmente são destruídos e os telhados de duas águas são arrancados. Casas fabricadas geralmente sofrem danos graves e irreparáveis. Inundações próximas à costa destroem estruturas menores, enquanto estruturas maiores são atingidas por detritos flutuantes. Um grande número de árvores é arrancado ou quebrado, isolando muitas áreas. Além disso, o terreno pode ser inundado no interior. A perda de energia quase total para total é provável por várias semanas e a água potável também será perdida ou contaminada.

Furacões que atingiram o pico na intensidade categoria 3 e chegaram a essa intensidade incluem: Easy (1950), Carol (1954), Hilda (1955), Audrey (1957), Isbell (1964), Celia (1970), Ella (1970), Eloise (1975), Olivia (1975), Alicia (1983), Elena (1985), Roxanne (1995), Fran (1996), Isidore (2002), Jeanne (2004), Lane (2006), Karl (2010),   e Otto (2016).

### Categoria 4
| Categoria 4                                   | Categoria 4                                               |
| Ventos sustentados                            | Mais recentes                                             |
| --------------------------------------------- | --------------------------------------------------------- |
| 58-70 m/s 113-136 kn 209-251 km/h 130-156 mph | Eta, em 2020, aproximando-se de sua chegada na Nicarágua. |

Furacões de Categoria 4 tendem a produzir falhas mais extensas nas paredes cortinas, com algumas falhas estruturais completas em pequenas residências. Danos pesados e irreparáveis e destruição quase completa dos telhados dos postos de gasolina e outras estruturas do tipo vão amplo são comuns. Casas móveis e manufaturadas são frequentemente achatadas. A maioria das árvores, exceto as mais fortes, é arrancada ou quebrada, isolando muitas áreas. Essas tempestades causam extensa erosão nas praias, enquanto o terreno pode ser inundado no interior. São esperadas perdas elétricas e hídricas totais e duradouras, possivelmente por muitas semanas.
O furacão de Galveston de 1900, foi o desastre natural mortal que atingiu os Estados Unidos, atingiu uma intensidade que corresponde a uma tempestade de Categoria 4 moderna. Outros exemplos de tempestades, que alcançaram a posição da intensidade de Categoria 4, e fizeram landfall nessa intensidade incluem:  Hazel (1954), Gracie (1959), Donna (1960), Flora (1963), Cleo (1964), Betsy (1965), Carmen (1974), Frederic (1979), Joan (1988), Iniki (1992), Luis (1995), Iris (2001), Charley (2004), Dennis (2005), Gustav (2008), Ike (2008), Joaquin (2015), e Harvey (2017).

### Categoria 5
| Categoria 5                            | Categoria 5                                                       |
| Ventos sustentados                     | Mais recentes                                                     |
| -------------------------------------- | ----------------------------------------------------------------- |
| ≥ 70 m/s ≥ 137 kn ≥ 252 km/h ≥ 157 mph | Dorian em 2019 aproximando-se da sua chegada a terra nas Bahamas. |

A Categoria 5 é a mais alta categoria da escala de Saffir–Simpson. Estas tempestades causam perdas do telhado em muitas residências e edifícios industriais, e alguns danificam a construção e causam falhas em pequenos edifícios de utilidade. É comum o colapso de muitas coberturas e paredes em ampla abrangência, especialmente aqueles com suportes interiores. É predominante danos irreparáveis e muito pesados para muitas estruturas de madeira e destruição total para casas pré-fabricadas e armazéns. Somente alguns tipos de estruturas são capazes de sobreviver intactos, e somente se localizados no mínimo, 3 a 5 milhas (5 a 8 km) para o interior. Eles incluem os escritórios, condomínios e prédios de apartamentos e hotéis que são de concreto armado ou de construção de estruturas de aço, com vários andares de concreto e parques de estacionamento, e residências que são feitos de tijolo e blocos reforçados de betão e cimento arriscam a ter os telhados com inclinações de não menos de 35 graus a partir da horizontal e sem bordas salientes de qualquer tipo, e se as janelas são feitas resistentes aos furacões, com o vidro de segurança ou coberto com persianas. A menos que todos estes requisitos sejam atendidos, é certa a destruição absoluta de uma estrutura.
A inundações de tempestade causa grandes danos aos pisos inferiores de todas as estruturas perto da costa, e muitas estruturas costeiras podem ser completamente achatadas ou lavadas pela tempestade. Praticamente todas as árvores são derrubadas ou os ramos quebrados e alguns podem ser descascadas, isolando as comunidades mais afectadas. A evacuação completa de áreas residências pode ser necessária se o furacão ameaça povoações. Interrupções de energia e as perdas de água são esperados totalmente e de extrema longa duração, possivelmente por vários meses.
Exemplos históricos de tempestades que atingiram terra na intensidade de Categoria 5 incluem: "Cuba" (1924), "Okeechobee" (1928), "Bahamas" (1932), "Cuba–Brownsville" (1933), "Labor Day" (1935), Janet (1955), Camille (1969), Edith (1971), Anita (1977), David (1979), Gilbert (1988), Andrew (1992), Dean (2007), Felix (2007), Irma (2017), Maria (2017), Michael (2018), e Dorian (2019). Não é conhecido nenhum furacão que tenha atingido a força de categoria 5 na bacia do Pacífico Oriental.

## Críticas
Alguns cientistas, incluindo Kerry Emanuel e Lakshmi Kantha, criticaram a escala como sendo simplista, indicando que a escala não leva em consideração nem o tamanho físico de uma tempestade nem a quantidade de precipitação que ela produz. Além disso, eles e outros salientam que a escala de Saffir-Simpson, diferentemente da escala de Richter usada para medir sismos, não é contínua e é quantizada em um pequeno número de categorias. As classificações de substituição propostas incluem o Índice de Intensidade do Furacão, que é baseado na pressão dinâmica causada pelos ventos de uma tempestade, e o Índice de Risco de Furacão, que é baseado nas velocidades do vento na superfície, no raio de ventos máximos da tempestade e em sua velocidade de translação. Ambas as escalas são contínuas, semelhantes à escala Richter; no entanto, nenhuma dessas escalas foi usada pelos funcionários.

### "Categorias 6 e 7"
Após a série de poderosos sistemas de tempestades da temporada de furacões no Atlântico em 2005, e também após o furacão Patricia, alguns colunistas e cientistas de jornais levantaram a sugestão de introduzir a Categoria 6, e eles sugeriram a vinculação da categoria 6 a tempestades com ventos superiores a 174 ou 180 mph (78 ou 80 m/s; 151 ou 156 kn; 280 ou 290 km/h). Novas chamadas foram feitas para considerar a questão após o furacão Irma em 2017, que foi objeto de várias reportagens de notícias falsas aparentemente credíveis como uma "Categoria 6 ", em parte em consequência de tantos políticos locais usarem o termo. Apenas algumas tempestades dessa intensidade foram registadas. Dos 36 furacões atualmente considerados como atingindo a intensidade Categoria 5 no Atlântico, 18 tinham velocidade do vento em 175 mph (78 m/s; 152 kn; 282 km/h) ou mais e apenas oito tinham velocidade do vento em 180 mph (80 m/s; 160 kn; 290 km/h) ou mais (o furacão do Dia do Trabalho de 1935, Allen, Gilbert, Mitch, Rita, Wilma, Irma e Dorian ). Dos 18 furacões atualmente considerados como atingindo a intensidade Categoria 5 no Pacífico oriental, apenas cinco tinham velocidade do vento em 175 mph (78 m/s; 152 kn; 282 km/h) ou mais ( Patsy, John, Linda, Rick e Patricia ), e apenas três tinham velocidade do vento a 180 mph (80 m/s; 160 kn; 290 km/h) ou superior (Linda, Rick e Patricia). A maioria das tempestades que seriam elegíveis para esta categoria foram tufões no Pacífico ocidental, principalmente o Tufão Tip em 1979, com ventos de 190 milhas por hora (310 km/h), e tufões Haiyan e Meranti em 2013 e 2016, respectivamente, cada um com ventos sustentados de 195 milhas por hora (310 km/h). Ocasionalmente, sugestões de uso de velocidades de vento ainda mais altas conforme o corte foram feitas. Em um artigo de jornal publicado em novembro de 2018, o cientista da NOAA Jim Kossin disse que o potencial para furacões mais intensos estava aumentando à medida que o clima esquentava, e sugeriu que a categoria 6 começaria em 195 mph (87 m/s; 169 kn; 314 km/h), com outra categoria hipotética 7 começando em 230 mph (100 m/s; 200 kn; 370 km/h).
Segundo Robert Simpson, não há razões para uma intensidade de Categoria 6 na escala Saffir-Simpson, pois foi projetada para medir o dano potencial de um furacão às estruturas produzidas pelo homem. Simpson afirmou que "... quando você se levanta em ventos acima de 155 milhas por hora (250 km/h) você tem dano suficiente se o vento extremo se sustentar por até seis segundos em um edifício, causando danos de ruptura graves, não importa o quão bem ele seja projetado". No entanto, os condados de Broward e Miami-Dade, na Flórida, têm códigos de construção que exigem que edifícios de infraestrutura crítica sejam capazes de suportar ventos de intensidade Categoria 5.